# Joyce Johnson
Joyce Johnson (Nueva York, 27 de septiembre de 1935) es una escritora estadounidense de ficción y no ficción que ganó un premio National Book Critics Circle Award (Premio Nacional del Círculo de Críticos Literarios Estadounidenses) por su libro de memorias Personajes secundarios acerca de su relación con Jack Kerouac.

## Biografía
Nació con el nombre de Joyce Glassman en una familia de Brooklyn (Nueva York). Creció en el Upper West Side de Manhattan, a pocas cuadras del apartamento de Joan Vollmer Adams, donde entre 1944 y 1946 vivieron William Burroughs (1914-1997), Allen Ginsberg (1926-1997) y Jack Kerouac (1922-1969). Joyce trabajó como actriz infantil y apareció en la obra de teatro de Broadway I Remember Mama, acerca de la que escribió en sus memorias Missing Men (‘hombres desaparecidos’), de 2004.[cita requerida]
A la edad de 13 años, Joyce se rebeló contra sus padres demasiado controladores y comenzó a pasar las tardes en Washington Square.
En 1951 ―a los 16 años― se matriculó en el Barnard College (una universidad privada femenina, de la Universidad Columbia). Allí se hizo amiga de Elise Cowen (1933-1962) ―quien en la primavera y el verano de 1953, tuvo una relación romántica con el poeta Allen Ginsberg―. No se graduó porque le faltó rendir una materia.[cita requerida]
Elise Cowen la introdujo en el círculo de los escritores de la generación beat.
En 1956, cuando solo tenía 21 años, Joyce Glassman vendió esa primera novela a la editorial Random House.
En enero de 1957, mientras Joyce Glassman estaba trabajando en su primera novela, Come and Join the Dance (‘ven y únete a la danza’), Ginsberg le organizó una cita a ciegas con el novelista Jack Kerouac.
Joyce Glassmann vivió con Kerouac entre enero de 1957 y octubre de 1958, en el minúsculo apartamento de ella, en la calle 68.
Se separaron en la calle, a los gritos.
La novela se publicó cinco años después, en 1962, justo cuando ella comenzaba su larga carrera como editora de libros.
Joyce estuvo casada brevemente con el pintor abstracto James Johnson, quien murió en un accidente de motocicleta.
De su segundo matrimonio con el pintor Peter Pinchbeck, que terminaría en divorcio, nació su hijo, Daniel Pinchbeck, que también llegó a ser escritor.

## Carrera
Joyce Johnson escribió artículos y ficción para las revistas
Harper’s,
Harper's Bazaar,
New York,
The New York Times Magazine,
The New Yorker,
Vanity Fair y
The Washington Post.
En Minor Characters (‘personajes secundarios’, publicado por Houghton Mifflin en 1983), el libro por el que se hizo conocida, volvió a mirar a los años 1957 y 1958, la época en que Kerouac se hizo famoso al publicar On the Road (En el camino). Joyce Johnson llamó la atención sobre las experiencias de las mujeres asociadas a los escritores de la generación beat.
En 1983 su libro de memorias ganó un premio National Book Critics Circle Award. Desde entonces se han publicado varias memorias y antologías por mujeres y sobre las mujeres de la generación beat.
Johnson publicó tres novelas:
- Come and Join the Dance (que firmó como Joyce Glassman). Nueva York: Atheneum, 1962.
- Bad Connections. Nueva York: Putnam, 1978.
- In the Night Cafe. Nueva York: Dutton, 1987.

Ven y únete a la danza ha sido reconocida por estudiosos como Ann Douglas, Nancy Grace y Ronna Johnson como la primera novela beat escrita por una mujer. También ha publicado un trabajo de periodismo de investigación: What Lisa knew: the truths and lies of the Steinberg case (‘¿qué sabía Lisa?: las verdades y las mentiras del caso Steinberg’), publicado en Nueva York por Putnam (1989).[cita requerida]
Entre 1983 y 1997 enseñó a escribir en el programa MFA de la Universidad Columbia (en Nueva York). También ha impartido clases en
la New School,la Breadloaf Writers Conference, la Universidad de Vermont, la Universidad de Nueva York, y el YMHA de la calle 92. «The Children's Wing» (‘el ala de los niños’), que es el penúltimo capítulo de su novela In The Night Cafe (‘en el café de la noche’, 1989), recibió el primer premio O. Henry Award. En 1992 recibió una beca NEA.[cita requerida]
La correspondencia entre Joyce Johnson y Jack Kerouac, recogida en Door Wide Open: A Beat Love Affair in Letters, 1957-1958
(2000), fue seguida por otro libro de memorias, Missing Men (2004). En 2012 publicó su biografía de Kerouac, The Voice Is All: The Lonely Victory of Jack Kerouac (‘la voz lo es todo: la victoria solitaria de Jack Kerouac’). Con base en su investigación en el archivo Kerouac ―que se encuentra en la colección Berg―, es la primera biografía que explora la influencia que tuvieron los antecedentes franceses de Kerouac sobre su vida y obra. Johnson también traza cuidadosamente el desarrollo de la "primera voz",  única persona de Kerouac desde sus primeros escritos hasta finales de 1951, cuando una serie de avances lo llevaron a la redacción de Visions of Cody, el libro que ella considera su obra maestra. Algunos críticos han afirmado erróneamente que este libro es un libro de memorias, pero Joyce Johnson termina la historia de Kerouac seis años antes de que ella lo conociera, y prácticamente no hace ninguna mención a la relación que tuvo con Kerouac entre enero de 1957 y octubre de 1958.[cita requerida]